# Reacción de Varrentrapp
La reacción de Varrentrapp es una reacción orgánica que consiste en la descomposición química de un ácido carboxílico insaturado en otros dos ácidos carboxílicos de cadena más corta por la acción de un álcali. Esta reacción fue descrita por primera vez por F. Varrentrapp en 1840. Esta reacción tiene cierta importancia en la elucidación de la estructura de ácidos grasos, pero no tiene ningún uso práctico de síntesis.
La reacción original de 1840 se refería a la reacción de Varrentrapp como la conversión del ácido oleico a los ácidos palmítico y acético con desperendimiento de hidrógeno gaseoso:
Las condiciones de reacción son duras: se utiliza hidróxido de potasio fundido a temperaturas en un rango de 250 to 300 °C. De esta forma el ácido cinámico se convierte en ácido benzoico.
El mecanismo de reacción es descrito a continuación. Aunque el grupo alqueno en el ácido graso se puede encontrar en más de una posición en la cadena, esto no afecta a la naturaleza de los productos de reacción. Esto es porque el doble enlace siempre migra a la posición α, β al grupo carboxílico antes de la escisión. El siguiente paso es la adición nucleofílica del anión hidróxido al doble enlace de 5, seguido por la migración de protones al intermediario 6. El siguiente paso es la ruptura del ácido 3-óxido-carboxílico formado en el enolato 7 y el aldehído 8. El enolato es el intermediario que se convertirá en ácido acético. El aldehído continúa reaccionando con otro equivalente de la base hasta formar el carboxilato 10, junto con el hidrógeno gaseoso.